# Operator nultog spajanja
Operator nultog spajanja, također operator nultog sjedinjenja (engl. Null coalescing operator)  binarni je logički operator, dio osnovne sintakse uvjetnih izraza u nekolicini programskih jezika, uključujući C#, PowerShell od inačice 7.0.0, Perl od inačice 5.10, Swift, i PHP od inačice 7.0.0.. 
Ponašanje operatora razlikuje se po programskim jezicima, ali obično vraća lijevu vrijednost ako je definirana i nije null, u suprotnom vraća desnu vrijednost. 
Programski jezik Perl koristi naziv logički definirano-ili operator (engl. Logical Defined-Or operator).